# Jack Lance
Jack Lance is het pseudoniem van de Nederlandse auteur Ron Puyn. (Broekhuizenvorst, 5 januari 1967). Hij woont samen met zijn vrouw Rina en hun twee kinderen in Limburg.
Meer dan 100.000 exemplaren van zijn boeken zijn verkocht in Nederland en Vlaanderen alleen. De rechten van zijn boeken zijn anno 2016 verkocht aan uitgevers in dertien talen.
Jacks novelle Nachtogen, het titelverhaal in de gelijknamige verhalenbundel, is verfilmd in Hollywood, Verenigde Staten. De lange speelfilm van ongeveer 90 minuten, getiteld Night Eyes, ging in 2014 in Amerika in première en draait nu in Europese bioscopen. Eerder al werd een ander verhaal van Jack verfilmd, Tikken. Hiervan werd ook een theatervoorstelling gemaakt. Hij maakt geen geheim van zijn voorliefde voor het werk van Stephen King en Dean Koontz. Sommige recensenten noemen hem de Nederlandse Stephen King.
Jack begon zijn carrière als journalist. Hij schreef voor enkele landelijke bladen, vooral over paranormale verschijnselen en wonderlijke fenomenen. Hij bundelde zijn gepubliceerde artikelen, onder zijn eigen naam, in het boek Wonderlijk maar Waar.
In 2012 verscheen zijn nieuwste thriller: Zone. Dit verhaal handelt over een Boeing 747-400 die in vreemde luchtwegen terechtkomt.

## Biografie
Jack Lance (Ron Puyn) werd geboren in het Limburgse Broekhuizenvorst. Al op jonge leeftijd raakte hij gepassioneerd door schrijven, met name verhalen met fantastische elementen hadden zijn voorkeur. Stephen King is zijn grote voorbeeld. Zijn allereerste publicatie met fictie-verhalen is De Engelensprong uit 2001, dat drie jaar later in een herziene en uitgebreide editie verscheen als Nachtogen. Na de romans Hellevanger en Vuurgeest (ook als luisterboek verkrijgbaar) was de verhalenbundel Scherprechter uit 2007 Lance’ vierde boek. Onder zijn eigen naam Ron Puyn stelde hij bovendien nog drie bundels met waargebeurde paranormale gebeurtenissen samen, getiteld Wonderlijk maar Waar. Deze bundels zijn een collectie van zijn journalistieke werk.
De schrijver bracht zijn werk aanvankelijk via zijn eigen uitgeverij Suspense Publishing op de markt. Daarnaast gaf Suspense Publishing enkele boeken van andere auteurs uit, zoals Duistere Parels, Horrorarium en Er is Meer – het beste uit 25 jaar ParaVisie. Foreign Media Group heeft enkele titels van Lance heruitgegeven, wat samen een verkoop heeft opgeleverd van meer dan 50.000 exemplaren. Bovendien werd Jacks verhaal Tikken (uit de bundel Nachtogen) verfilmd. Er is een dvd uitgebracht met daarop het verfilmde verhaal en een tweetal cd-luisterboeken. Ook is er een theaterversie van Tikken gemaakt. De boeken die Jack Lance tot nu toe heeft gepubliceerd hebben hem onder liefhebbers van het genre de bijnaam 'de Nederlandse Stephen King' opgeleverd. Vuurgeest kwam in 2010 opnieuw uit, via uitgeverij Luitingh. Bij deze uitgever verscheen in 2012 ook de nieuwe roman van Jack Lance: Zone. Daarnaast slaagde de schrijver erin zijn werk in 13 andere talen en in 25 landen uitgegeven te krijgen.